# Periphas (Lapithe)

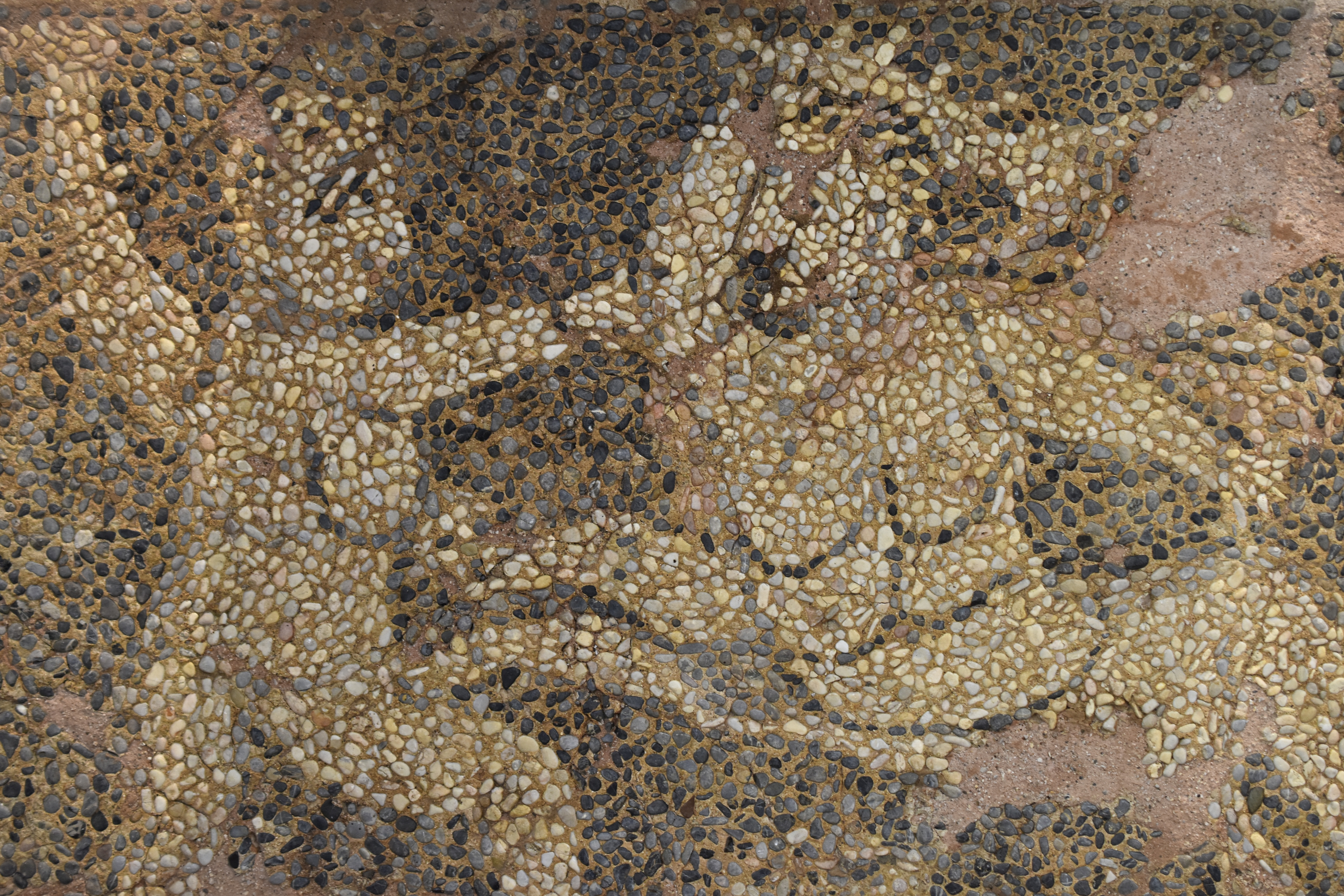
Mosaik, 2. Jh. v. Chr., Lapithe gegen Kentaur

Periphas ist in der griechischen Mythologie ein Lapithe, der in der Kentauromachie auf der Hochzeit des Peirithoos den Kentauren Pyretos tötet. Die dafür einzige Quelle ist das zwölfte Buch der ovidischen Metamorphosen. Sein Name und genealogische Angaben finden sich bei Stephanos von Byzanz und Diodor.

## Name und Genealogie
Der Name kommt vom griechischen Περίφας, Períphas, ein „sehr Glänzender“, lateinisch und deutsch mit abweichender Betonung Périphas, da das „i“ in der vorletzten Silbe kurz ist.
Die antiken Autoren überliefern verschiedene genealogische Bezüge, die sich teilweise widersprechen.
Stephanos (Epaphroditos): Er ist der Vater des Lapithes.
Diodor: Er ist der Sohn des Lapithes. Diodor gibt noch weitere Informationen über eine Frau (Astyageia) und einen Sohn (Antion) des Periphas und entwickelt über diese einen Stammbaum bis hin zu einem potentiellen Großsohn, dem König der Lapithen (Ixion).
Die antiken Autoren zählen ihn zur Führungsriege der Lapithen, sein Name (der Glänzende) unterstreicht seine heroische Stellung und möglicherweise wurde er deshalb von Ovid in die Kentauromachie aufgenommen und mit einer kleinen Geschichte ausgestattet.

## Mythos des Ovid
Ovid lässt Nestor vor Troja bei einem Festmahl zu Ehren des Achilleus die Kentaurenschlacht erzählen, war er doch selbst dabei. Er will so den erlahmenden Kampfgeist der Griechen neu entfachen, spricht Achilleus direkt an und betont die Heldentaten seiner damaligen Mitstreiter, darunter auch Periphas:
„449 quid tibi victorem ... Periphanta Pyreti ... referam?“ (Original Ovid)
„Was soll ich dir (Achill) von Periphas, dem Sieger über den Pyretus, berichten?“ (Eigenübersetzung)
Die Geschichte ist kurz, trotzdem steigert sie Ovid durch eine  Praeteritio, also das bewusste Übergehen eines Themas, das aber dann doch kurz, hier in einer rhetorischen Frage (was soll ich berichten?) erwähnt wird. Davor und danach erzählt Nestor weit umfangreichere Kampfhandlungen.